# امیل لوبه
امیل فرانسوا لوبه در تاریخ ۳۱ دسامبر ۱۸۳۸ در مارسان، فرانسه به دنیا آمد و در تاریخ ۲۰ دسامبر ۱۹۲۹ در مونتلیمار، فرانسه درگذشت. او هفتمین رئیس‌جمهور سومین جمهوری فرانسه بود. وی در رشته‌ی حقوق تحصیل کرد و سپس شهردار مونتلیمار شد؛ جایی که در آن‌جا به عنوان یک سخنران قدرتمند شناخته شد. 
وی در سال ۱۸۷۶ به عضویت مجلس نمایندگان فرانسه درآمد و در سال ۱۸۸۵ به سنا راه یافت. او در دوران ریاست جمهوری خود، نمایشگاه موفق پاریس در سال ۱۹۰۰ و برقراری انتنت کوردیال با بریتانیا را شاهد بود، که اختلافات تیز آن‌ها را در مورد جنگ بوئر و پرونده دریفوس حل کرد. 
لوبه در سال ۱۸۹۹ رئیس‌جمهور شد. او که می‌دانست دادگاهی برای پرونده آلفرد دریفوس، افسر یهودی ارتش که در سال ۱۸۹۴ بر اساس شواهد مشکوک به خیانت محکوم شده بود، تشکیل خواهد داد، رنه والدک-روسو را برای تشکیل یک دولت برای حل پرونده دریفوس فراخواند و از تمام جمهوری‌خواهان خواست که پشت سر آن حمایت کنند. 
در دوران ریاست جمهوری لوبه، هرگونه رابطه بین دولت فرانسه و کلیسای کاتولیک، همچنین ایمان‌های پروتستان و یهودی، در سال ۱۹۰۵ منقطع شد. او نیز در روابط خارجی فعال بود و با دیدار از رهبران خارجی از جمله نیکولای دوم از روسیه، ادوارد هفتم از بریتانیا، و ویکتور امانوئل سوم از ایتالیا، که باعث خشم پاپ پیوس دهم شد، روابط را با انگلستان در آوریل ۱۹۰۴ با امضای انتنت فرانسوی-انگلیسی (انتنت کوردیال) که اختلافات استعماری آن‌ها را حل کرد، هموار کرد⁶.